# 平治河
平治河，位于中国广西壮族自治区西北部，是西江红水河段右岸支流，上游称达洪江，发源于平果县同老乡那高村，东流经达洪江水库，至榜圩镇西左纳乐圩河后始称“平治河”，东南流至风梧乡百丰村（原属堆圩乡）潜入地下，至平果县与大化瑶族自治县边界黑岩洞流出地表进入大化县境，于大化县贡川乡龙眼村再次潜入地下，潜流注入红水河。干流长81千米，平均比降2.80‰，流域面积1258平方千米。